# Nikolaus Knoepffler

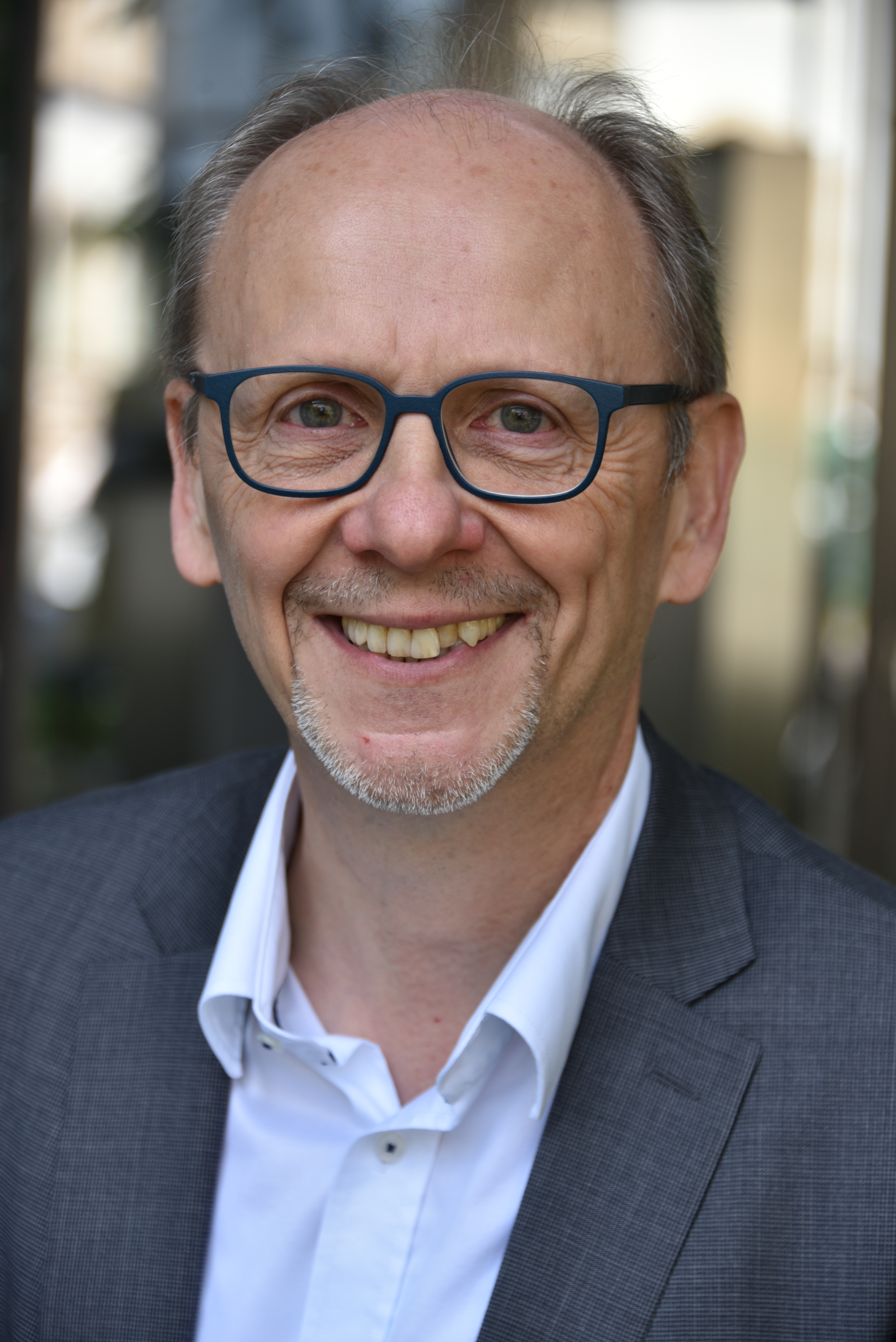
Nikolaus Knoepffler (2023)

Nikolaus Johannes Knoepffler (* 17. Juli 1962 in Miltenberg) ist ein deutscher Philosoph und Theologe. Er ist Inhaber des Lehrstuhls für Angewandte Ethik an der Friedrich-Schiller-Universität Jena sowie Präsident des Global Applied Ethics Institute.

## Leben
Knoepffler absolvierte eine Ausbildung durch Jesuiten, erwarb die Lizenziate für Theologie und Philosophie in Rom und wurde in Philosophie (Rom), Theologie (Bern) und Staatswissenschaften (Lüneburg) promoviert. Den Dr. phil. habil. in Philosophie erwarb er 1998 in München. 2002 war er Gastprofessor an der Georgetown University, Washington DC und 2006 am Uehiro Centre of Practical Ethics der University of Oxford. Von 1996 bis 2002 war er wissenschaftlicher Mitarbeiter des Instituts Technik-Theologie-Naturwissenschaften an der Ludwig-Maximilians-Universität München und von 2000 bis 2002 auch stellvertretender Geschäftsführer. Seit 2002 ist er Inhaber des Lehrstuhls für Angewandte Ethik an der Universität Jena und Leiter des Bereichs Ethik in den Wissenschaften der Fakultät für Sozial- und Verhaltenswissenschaften (FSV) und des überfakultären Ethikzentrums sowie kommissarisch Institutsdirektor des Instituts Geschichte, Theorie und Ethik der Medizin in der dortigen medizinischen Fakultät. 
Er ist Gründer und Präsident des vornehmlich wirtschaftsethisch ausgerichteten Global Applied Ethics Institute, u. a. in Kooperation mit Kollegen der Georgetown University, des Oxford Uehiro Centre for Practical Ethics und der Zeijang University und Mitglied der Sechsländerkommission zur Präimplantationsdiagnostik an der Landesärztekammer Baden-Württemberg. Von 2020 bis 2023 war Knoepffler Teil des wissenschaftlichen Coronabeirats des Freistaats Thüringen sowie Mitglied des Mitglied des Bayerischen Ethikrats der Bayerischen Staatsregierung. 2019 wurde Knoepffler für drei Jahre zum Dekan der FSV gewählt. Zudem ist er Präsident der deutschen Akademie für Organtransplantation.
Von 2006 bis 2013 war er Sprecher des DFG-Graduiertenkollegs zu Menschenwürde und Menschenrechten, danach mitverantwortlich für das trilaterale DFG-Projekt „Hearts of Flesh - not Stone“ zwischen Israel, Palästina und Deutschland, das sein Kollege in der Theologischen Ethik, Martin Leiner initiiert hatte und im Rahmen des JCRS, Jena Center for Reconciliation Studies leitet. Er ist assoziierter Forscher im Exzellenzcluster Balance of the Microverse der Universität Jena.
Knoepffler ist seit 1996 verheiratet und hat zwei Töchter.

## Forschung und Positionen
Knoepfflers Forschungsschwerpunkte sind die Bedeutung der Menschenwürde für ethische Konfliktfälle sowie medizinethische und wirtschaftsethische Fragestellungen.
In seiner Monografie Würde und Freiheit. Vier Konzeptionen im Vergleich vergleicht Knoepffler das Würdeverständnis des Grundgesetzes und der Menschenrechtserklärung der Vereinten Nationen mit der christlichen und kantischen Konzeption von Würde.  
Dabei arbeitet er heraus, dass der innovative Charakter der Menschenrechtserklärung und des Grundgesetzes in der Verbindung von Würde und Rechten liege. Das Christentum und Kant hingegen würden mit der Würde in erster Linie Pflichten verbinden. Dieser Vergleich der Konzeptionen von Würde und Freiheit zeige zugleich auf, weshalb in Konfliktfällen am Lebensanfang und Lebensende, bei der Frage nach der Zulässigkeit der Todesstrafe und Folter, beim Ringen um Religions-, Meinung- und Gewissensfreiheit, beim Umgang mit Diskriminierung hinsichtlich des Geschlechts oder der sexuellen Orientierung und bei der Frage nach einem angemessenen Asylrecht, die vier Konzeptionen nicht zu derselben Antwort kommen. 
In seinen medizinethischen Schriften vertritt Knoepffler eine integrative Medizinethik im Ausgang von der Menschenwürde als Grundprinzip, die Einsichten des hippokratischen Ethos mit der Vier-Prinzipien-Ethik von Beauchamp/Childress verbindet. Seine wertorientierte Wirtschaftsethik ist insbesondere von den Unternehmensreformen von Ernst Abbe in Jena inspiriert. 
Sowohl in der Medizin- als auch in der Wirtschaftsethik arbeitet Knoepffler mit dem Drei-Ebenen-Modell von Diskurs-, Regel- und Handlungsebene. Es geht darum zu begreifen, dass reine Appelle an den Einzelnen zu kurz greifen, wen es um systematische Problem geht, wie nachhaltiges Wirtschaften.
Während der COVID-19-Pandemie plädierte er zunächst für eine „moralische Impfpflicht“ und sprach sich im November 2021 für eine gesetzliche allgemeine Impfpflicht mit harten Strafen für Impfverweigerer aus, sofern eine Herdenimmunität erreichbar sei. Zudem stellte er in den Raum, dass Ungeimpfte an anfallenden medizinischen Behandlungskosten beteiligt werden sollten: „Man muss den Druck nun erhöhen, nachdem man gesehen hat, dass die Leute sich nicht solidarisch gezeigt haben.“ Gleichzeitig betont Knoepffler, dass mit der Menschenwürde die Freiheit verbunden sei, die eigene Lebensgeschichte zu schreiben.

## Schriften (Auswahl)
- Forschung an menschlichen Embryonen. Was ist verantwortbar? Hirzel, Stuttgart 1999, ISBN 3-7776-0960-9.
- Menschenwürde in der Bioethik. Springer, Berlin 2004, ISBN 3-540-21455-0.
- Humanbiotechnologie als gesellschaftliche Herausforderung. Alber, Freiburg im Breisgau 2005, ISBN 3-495-48143-5.
- (Hrsg.) Einführung in die angewandte Ethik. Alber, Freiburg im Breisgau 2006, ISBN 3-495-48142-7.
- (Hrsg. zusammen mit Julian Savulescu) Der neue Mensch? Enhancement und Genetik. Alber, Freiburg im Breisgau 2009, ISBN 978-3-495-48307-7.
- Angewandte Ethik. Ein systematischer Leitfaden. Böhlau, Köln 2009, ISBN 978-3-8252-3293-1 (= UTB 3293).
- (Hrsg.) Facetten der Menschenwürde. Alber, Freiburg im Breisgau 2011, ISBN 978-3-495-48424-1.
- Der Beginn der menschlichen Person und bioethische Konfliktfelder. Anfragen an das Lehramt. Herder, Freiburg im Breisgau 2012, ISBN 978-3-451-02251-7.
- Grüne Gentechnik und Synthetische Biologie – keine Sonderfälle (zusammen mit S. Odparlik, J. Achatz, M. O’Malley). Alber, Freiburg im Breisgau 2013, ISBN 978-3-495-48558-3.
- Schlüsselbegriffe der Philosophie Immanuel Kants. Transzendentalität und Menschenwürde. Utz, München 2014, ISBN 978-3-8316-4329-5.
- Würde und Freiheit. Vier Konzeptionen im Vergleich. 2. Auflage. Alber, Freiburg im Breisgau 2021 (Erstauflage 2018), ISBN 978-3-495-49249-9.
- Den Hippokratischen Eid neu denken. Medizinethik für die Praxis. Alber, Freiburg im Breisgau 2021, ISBN 978-3-495-49179-9.
- Wertorientierte Wirtschaftsethik. Das Jenaer Modell (zusammen mit Reyk Albrecht, Martin O’Malley, Antje Klemm). Alber, Baden-Baden, 2023, ISBN 978-3-495-99782-6.